# Randolph Bresnik
Randolph James »Randy« »Komrade« Bresnik, ameriški astronavt in pilot slovenskih korenin, * 11. september 1967, Fort Knox, Kentucky, ZDA.
Bresnik je polkovnik Korpusa mornariške pehote Združenih držav Amerike in astronavt pri NASA. Maja 2004 je bil izbran v NASA Astronaut Group 19 in nato sodeloval v odpravah STS-129, Expedition 52 in Expedition 53 na Mednarodni vesoljski postaji.
Bresnik se je 22. oktobra 2024 v predsedniški palači sestal s predsednico RS Natašo Pirc Musar.